# Stygnomma planum
Stygnomma planum is een hooiwagen uit de familie Stygnommatidae.